# Ludvika FK
Der Ludvika Fotbollklubb ist ein schwedischer Fußballverein. Die Fußballmannschaft des Vorgängervereins Ludvika Föreningen för Idrott spielte in der Spielzeit 1944/45 in der Allsvenskan.

## Geschichte

### Ludvika FFI
Ludvika FFI wurde am 27. November 1904 gegründet. Die Fußballmannschaft gehörte 1928 zu den Gründungsmitgliedern der neu eingeführten drittklassigen Division 3. Allerdings wurde die Spielzeit auf einem Abstiegsplatz beendete und man verabschiedete sich direkt wieder aus dem höherklassigen Fußball. Erst 1936 gelang dem Klub die Rückkehr. Auf Anhieb etablierte sich die Mannschaft in der Spitzengruppe und verpasste als Vizemeister hinter Skutskärs IF den direkten Durchmarsch in die zweite Liga. Ein Jahr später wurde man Staffelsieger und bezwang in den Aufstiegsspielen Skärgårdens IF.
Auch in der Division 2 Norra spielte Ludvika FFI direkt um den Aufstieg in die Allsvenskan mit. Hinter Staffelsieger Hammarby IF gelang mit zwei Punkten Rückstand die Vizemeisterschaft. Der Erfolg ließ sich in den folgenden Jahren zunächst nicht bestätigen, der Klub landete regelmäßig im Mittelfeld der Tabelle. 1942 hatte die Mannschaft sogar nur noch einen Punkt Vorsprung auf die Absteiger Ljusne AIK und IFK Lidingö. Ein Jahr später wurde man wieder Dritter und 1944 beendete der Klub die Spielzeit als Staffelsieger. In den Aufstiegsspielen zur Allsvenskan traf die Mannschaft auf den Staffelsieger der Division 2 Östra, IFK Eskilstuna. Nach einem 1:1-Unentschieden auf eigenem Platz gelang mit einem 3:1-Auswärtserfolg der Aufstieg in die schwedische Eliteserie.
Die erste Liga erwies sich jedoch als zu stark für Ludvika FFI. Punktgleich mit dem Tabellenzehnten Helsingborgs IF musste die Mannschaft nach sechs Saisonsiegen und zwei Unentschieden wegen des schlechteren Torverhältnisses den Gang zurück in die Zweitklassigkeit antreten.
Als Erstligaabsteiger gelang Ludvika FFI nur ein Mittelfeldplatz, 1947 wurde die Mannschaft jedoch erneut Staffelsieger. In den Aufstiegsspielen gegen Jönköpings Södra IF endeten allerdings beide Vergleiche mit einer Niederlage. Ein Jahr später fehlten als Tabellendritter drei Punkte auf Aufsteiger Örebro SK. 1949 verabschiedete sich Ludvika FFI als Tabellenletzter mit nur elf Pluspunkten aus der Zweitklassigkeit.
1951 gelang Ludvika FFI als Staffelsieger der Division 3 Norra mit zwei Punkten Vorsprung auf Hallstahammars SK der Wiederaufstieg. Mit wiederum nur elf Punkten stieg die Mannschaft jedoch direkt wieder ab und da auch in der Division 3 nur ein Abstiegsplatz belegt wurde, stürzte Ludvika FFi sogar in die Viertklassigkeit ab. Nach dem sofortigen Wiederaufstieg konnte sich die Mannschaft in den folgenden Jahren in der dritten Liga etablieren. 1957 verpasste die Mannschaft als Vizemeister hinter Hallstahammars SK knapp die Rückkehr in die zweite Liga. Sie konnte den Erfolg jedoch nicht bestätigen und ab 1959 fand sie sich im Abstiegskampf wieder. 1960 begleitete sie Enköpings SK und IFK Västerås in die vierte Liga.
In den folgenden Jahren etablierte sich Ludvika FFI als Fahrstuhlmannschaft. In der Division 4 Dalarna wurde die Mannschaft 1961 mit nur einer Saisonniederlage Staffelsieger und kehrte direkt in die dritte Liga zurück. Nach zwei Jahren stand jedoch erneut der Abstieg fest, dem der sofortige Wiederaufstieg folgte. In der Staffel Norra Svealand konnte 1965 wiederum nur ein Abstiegsplatz eingenommen werden. 1968 folgte dann der Absturz in die Fünftklassigkeit, dem erneut der sofortige Wiederaufstieg folgte. Der Klub schaffte es, sich im vorderen Tabellenbereich der Liga einzurichten und 1973 gelang als Staffelsieger die Rückkehr in die dritte Liga.

### IFK Ludvika
IFK Ludvika wurde 1946 gegründet. Lange Zeit spielte die Fußballmannschaft nur unterklassig. 1966 gelang der Aufstieg in die Division 4, wo sich der Klub zunächst im vorderen Tabellenbereich etablieren konnte. 1969 stieg der Klub wieder ab, schaffte aber den direkten Wiederaufstieg. Wieder gelangen auf Anhieb vordere Plätze. 1973 wurde die Mannschaft hinter Ludvika FFI Vizemeister. 

### Fusion zu Ludvika FK
1975 fusionierten die Fußballabteilungen der Drittligisten Ludvika FFI und Viertligisten IFK Ludvika und traten fortan unter dem Namen Ludvika FK in der dritten Liga an. Als Vizemeister hinter IK Brage verpasste der Zusammenschluss 1977 den Aufstieg in die Zweitklassigkeit. 1979 gelang der zweite Platz in der Staffel Västra Svealand, Meister Karlstad BK hatte jedoch 13 Punkte Vorsprung. 1980 scheitere man mit sieben Punkten Rückstand auf Karlslunds IF. Zwei Jahre später folgte der Einbruch und als Vorletzter stieg der Klub in die vierte Liga ab. 
Mit 38:6 Punkten und 91:22 Toren wurde Ludvika FK direkt Staffelsieger und kehrte in die dritte Liga zurück. Als Vizemeister mit einem Punkt Abstand zu Karlstad BK wurde der Durchmarsch in die zweite Liga knapp verpasst. Die Mannschaft etablierte sich im vorderen Bereich der Tabelle und bei der Ligareform 1986 konnte sich die Mannschaft als Zweiter hinter BK Forward für die nun drittklassige Division 2 qualifizieren. Dort kämpfte sie allerdings gegen den Abstieg, der 1988 hingenommen werden musste.
Hinter Kvarnsvedens IK musste sich Ludvika FK in der vierten Liga mit dem zweiten Platz begnügen und verpasste somit die direkte Rückkehr. Diese wurde ein Jahr später mit nur einer Saisonniederlage bewerkstelligt. In der dritten Liga platzierte sich die Mannschaft regelmäßig im mittleren Bereich der Tabelle. 1995 beendete sie die Saison auf dem Relegationsplatz, ohne Niederlage setzte sie sich dort jedoch gegen Filipstads FF und Vagnhärads SK durch und schaffte den Klassenerhalt. Zwei Jahre später gewann der Klub die Division 2 Västra Svealand und kehrte 45 Jahre nach dem Abstieg Ludvika FFIs wieder in die Zweitklassigkeit zurück. 
Als Vorletzter mit 25 Pluspunkten verpasste Ludvika FK den Klassenerhalt in der Division 1 Norra und wurde in der folgenden Saison sogar in die Viertklassigkeit durchgereicht. 2001 gelang dem Klub die Rückkehr in die dritte Liga, 2004 musste man als Tabellenletzter wieder absteigen. Dort konnte nur der neunte Platz belegt werden und wegen einer Ligareform kam die Mannschaft damit in die nun fünftklassige Division 3.